# Sense pèrdua de generalitat
Sense pèrdua de generalitat és una expressió usada en demostracions matemàtiques que s'utilitza abans d'introduir una suposició particular, de tal manera que el cas general pugui mostrar-se que és equivalent a aquest cas particular. Quan això succeeix, aquesta suposició o elecció particular és irrellevant per a la demostració, i presenta l'avantatge que permet reduir l'extensió de la demostració reduint el nombre de casos que cal analitzar.
De vegades és recomanable indicar per què no existeix pèrdua de generalitat. Per exemple, si una funció és simètrica o periòdica pot ser més fàcil analitzar-la en un interval més petit. Així mateix, quan diverses variables tenen un paper similar, de vegades no fa falta treballar amb totes sinó que n'hi ha prou amb treballar amb una d'elles o amb unes poques.

## Exemple
Considereu el següent teorema (el qual és un exemple clàssic de l'ús del principi de les caselles):
Si hi ha tres pomes, cadascuna de les quals pot ser verda o vermella, necessàriament dues d'elles han de ser del mateix color.
Demostració:
Suposeu, sense pèrdua de generalitat, que la primera poma és vermella. Si qualsevol de les altres dues pomes és vermella, hem acabat; en cas contrari les altres dues pomes són verdes i també hem acabat.
Podem suposar sense pèrdua de generalitat que la primera poma és vermella perquè no hi ha cap diferència entre que sigui vermella o verda per a l'objectiu de la demostració. De fet, podem invertir el noms dels colors en la demostració i aquesta segueix sent vàlida.